# Argyrobryum
Argyrobryum là một chi rêu trong họ Bryaceae.